# Luxembourg Leaks
Il Luxembourg Leaks, a volte abbreviato in Lux Leaks o LuxLeaks (da Luxembourg e dall'inglese leak, «perdita», nel significato di «fuga di notizie») è il nome di uno scandalo finanziario, frutto di un’indagine giornalistica portata avanti da un ampio team di giornalisti, circa 80, provenienti da più di 20 Paesi, ma facenti riferimento al Consorzio Internazionale dei Giornalisti Investigativi (ICIJ). Tale inchiesta giornalistica ha avuto un impatto internazionale notevole vista la collaborazione dell'ICIJ con importanti media di tutto il mondo: CNBC, CBC, The Irish Times, Le Monde, Tagesanzeiger, Süddeutsche Zeitung, The Asahi Shimbun, El Confidencial e molti altri. 

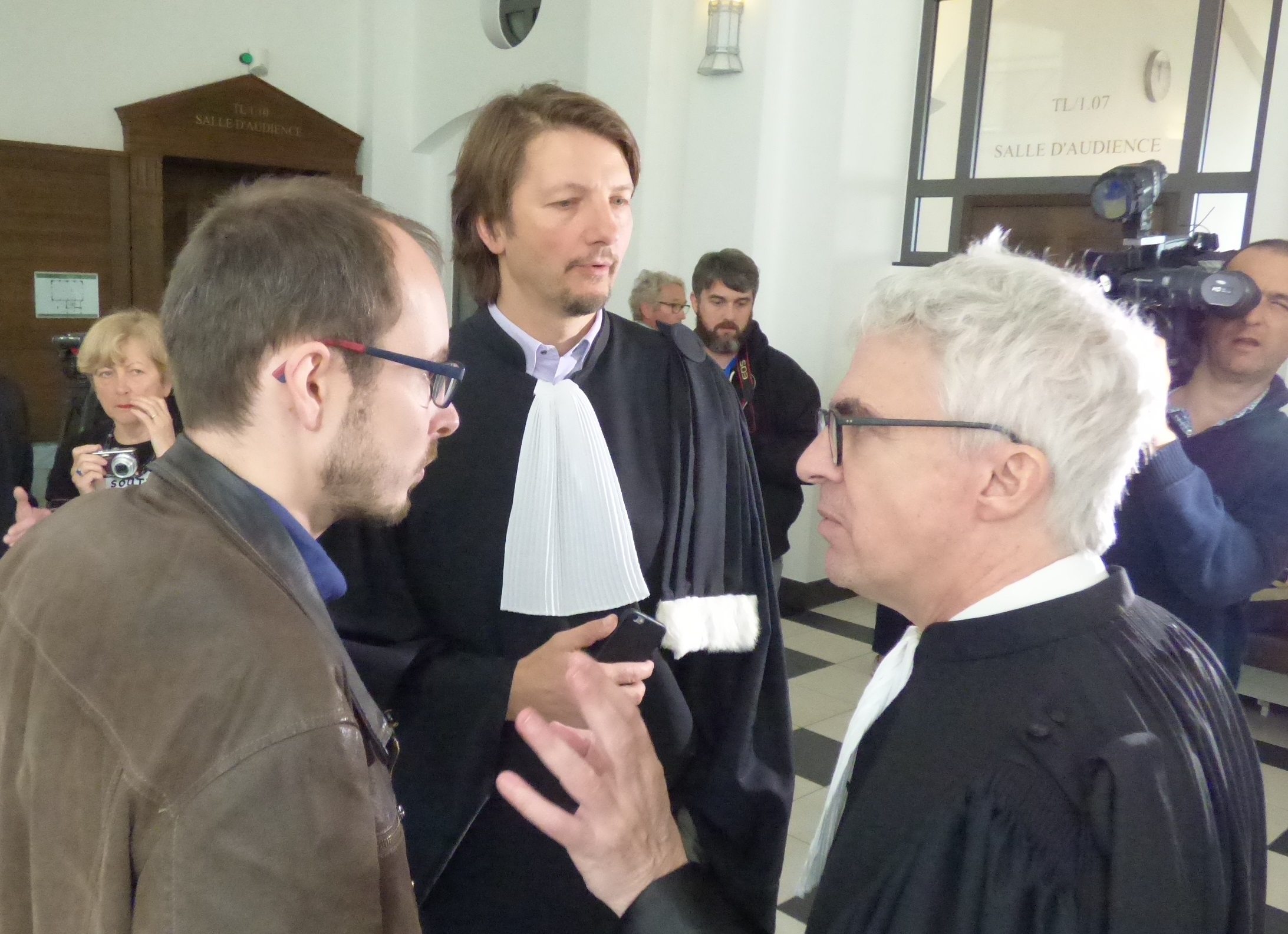
Antoine Deltour e il suo avvocato Penning (al centro) in processo.

Il processo LuxLeaks si è svolto a partire dalla primavera del 2016, portando alla condanna di due informatori: Antoine Delcour e Raphael Halet, due ex dipendenti della PricewatershouseCoopers, società di consulenza ampiamente implicata nel caso.  La sentenza del processo d'appello, nel marzo 2017, ha confermato quanto disposto in primo grado. A seguito di un nuovo appello, nel gennaio 2018, la Corte superiore del Lussemburgo ha emesso una sentenza per ognuno dei due informatori, riconoscendo lo status di whistleblower a uno di loro.
Questo scandalo ha contribuito alla previsione e successiva attuazione di misure rivolte alla riduzione del dumping fiscale e alla disciplina e regolamentazione di schemi relativi all'elusione fiscale nei confronti e a vantaggio di società multinazionali.

## Rivelazioni
Le rivelazioni arrivarono in due ondate da parte dell’ICIJ.
Nel novembre 2014, l'indagine ha portato alla pubblicazione di 548 documenti sugli accordi top secret in materia di imposizione fiscale tra le autorità lussemburghesi e più di 300 aziende tra cui figurano Ikea, Pepsi, Apple, Amazon, Gazprom, Verizon, Deutsche Bank, Burberry, Procter & Gamble, Heinz, JP Morgan e FedEx e anche molteplici società italiane.
A questa prima pubblicazione ne seguì, nel dicembre dello stesso anno, una seconda riguardante un’altra trentina di società provenienti da tutto il mondo.
Le società coinvolte nello scandalo facevano transitare i propri capitali attraverso il Lussemburgo, pagando imposte irrisorie sui profitti anche grazie ai ruling fiscali lussemburghesi istituiti da diverse società di consulenza come la PricewaterhouseCoopers che, in un periodo compreso tra il 2002 e il 2010, si impegnò a vantaggio dei suoi clienti, per la maggior parte multinazionali, in vista dell’elaborazione di strategie finanziarie atte ad ottenere i regimi fiscali più favorevoli. Le società straniere e multinazionali hanno iniziato a porre la loro sede in Lussemburgo fin dall'inizio degli anni '90, quando il Lussemburgo ha recepito nel proprio ordinamento nazionale una direttiva comunitaria che permetteva alle società di pagare le tasse in un Paese europeo diverso da quello in cui operavano le loro filiali. In molti casi, però, la presenza delle società in Lussemburgo era ed è solo simbolica; è stato osservato, ad esempio, che ad uno stesso indirizzo,  5, rue Guillaume Kroll, erano stati registrate ben 1600 società.

## Conseguenze
L'impatto sull'opinione pubblica di Lxleaks è stato particolarmente importante, in quanto ha messo in prima linea il ruolo controverso di Jean-Claude Juncker, il quale era stato nominato pochi giorni prima come presidente della Commissione europea. Juncker infatti ricopriva il ruolo di Primo ministro lussemburghese all'epoca in cui furono emanate molte delle norme sull'elusione fiscale del suo paese. Luxleaks ha aperto il campo alle discussioni circa l'elusione fiscale in Lussemburgo e in altri paesi.

### Nel Parlamento Europeo
A seguito dello scandalo Luxleaks, i gruppi anti-UE al Parlamento europeo, tra cui il Partito per l'Indipendenza del Regno Unito e il Fronte nazionale francese, hanno proposto una mozione di censura contro l’intera Commissione europea e ovviamente anche contro J.C. Juncker, il presidente. Tuttavia il 27 novembre 2014, il Parlamento europeo si è espresso a sostegno della Commissione, respingendo di fatto la mozione di censura, in quanto i principali gruppi politici hanno sostenuto Jean-Claude Juncker.
Il 12 febbraio 2015 il Parlamento europeo ha istituito un comitato speciale sul tax ruling negli Stati membri dell'Unione europea.  Il comitato era composto da 45 membri e inizialmente aveva sei mesi per operare e fare rapporto circa i dati ottenuti. Durante le indagini, il comitato speciale ha richiesto informazioni alla Commissione e agli Stati membri, ha commissionato riunioni di ricerca, ha tenuto audizioni pubbliche e le delegazioni della commissione hanno visitato diversi paesi europei. Il 26 ottobre 2015 il comitato ha pubblicato, al termine del suo mandato, una relazione contenente diverse raccomandazioni: una rendicontazione paese per paese delle attività delle multinazionali; l’introduzione di una base imponibile consolidata comune per le società (CCCTB) in Europa, l’inclusione della Commissione europea nella condivisione delle informazioni in materia fiscale, una migliore protezione degli informatori segreti. A fine novembre 2015 la relazione è stata approvata dal Parlamento europeo in una votazione in sessione plenaria.
Ciò nonostante il comitato speciale è stato riattivato, con scadenza giugno 2016. La riattivazione del comitato è dovuta alla divulgazione di alcuni documenti da parte della stampa, che dimostravano come alcuni paesi membri abbiano ostacolato per più di dieci anni qualsiasi riforma del sistema, consentendo di fatto un'aggressiva elusione fiscale. Il nuovo comitato speciale comprendeva gli stessi membri del comitato iniziale e mirava a seguire e approfondire le precedenti indagini sui tax ruling e sulle politiche fiscali negli Stati dell'Unione europea.

### Seguito dato alla Commissione europea
Il commissario Pierre Moscovici ha presentato il 18 marzo 2015 un Tax Trasparency Package. Il piano consisteva principalmente nell'istituzione di un sistema di scambio automatico di informazioni sulle tax ruling tra le diverse amministrazioni fiscali degli Stati membri. Lo scambio automatico di informazioni sul tax ruling anticipato tra le amministrazioni fiscali degli Stati membri è in vigore dal 1º gennaio 2017.
La Commissione europea ha compiuto una seconda mossa il 17 giugno 2015 presentando un "Piano d'azione per una tassazione delle imprese equa ed efficiente nell'UE". Nell'introdurre il piano d'azione, il commissario Pierre Moscovici ha detto che "la tassazione delle imprese nell'UE ha bisogno di una riforma radicale tutti devono pagare la loro giusta quota". Il piano d'azione per una tassazione più equa propone di rilanciare il Common Consolidated Corporate Tax Base (CCCTB) quattro anni dopo il suo precedente tentativo, che era stato accolto con l'opposizione degli Stati membri. Esso propone inoltre diverse misure volte a conseguire un'effettiva tassazione delle imprese nei paesi in cui i profitti sono realizzati.
Il 27 gennaio 2016 la Commissione Europea ha rilasciato un nuovo piano d'azione, che include diverse misure contro l’evasione fiscale, come lo scambio automatico di informazioni chiave relative alle attività delle multinazionali. Tuttavia, per essere attuato, questo piano doveva essere approvato all'unanimità dagli Stati membri dell'Unione europea.
Il 12 aprile 2016, la Commissione europea ha presentato un nuovo piano per contrastare l'evasione fiscale delle società. Uno studio del Parlamento europeo stima che i paesi dell'UE perdono tra i 50 e i 70 miliardi di euro di entrate fiscali ogni anno, a causa dell'evasione fiscale delle società.
Nel 2016, gli Stati membri europei hanno raggiunto un accordo sulla lotta contro i principali strumenti di ottimizzazione fiscale utilizzati dalle società in Europa e hanno adottato una prima direttiva anti-evasione fiscale (ATAD). Nella primavera del 2017 è stata adottata una direttiva complementare contro l'elusione fiscale (ATAD II) per combattere le differenze di trattamento fiscale tra le imprese ai sensi delle leggi dell'UE e dei paesi terzi. Ha iniziato ad essere applicabile in tutti gli Stati membri dell'UE a partire da gennaio 2020.

### Seguito dato a Lussemburgo
Dopo le rivelazioni di Luxleaks, In Lussemburgo si continuavano a concordare tax ruling. L'amministrazione tributaria lussemburghese ha indicato che 715 nuovi tax ruling sono stati firmati nel 2014 e 726 nel 2015. Il contenuto di questi rimane segreto: né il nome delle società beneficiarie né le aliquote fiscali ottenute sono noti.
Nel dicembre 2016, il governo lussemburghese cambia le proprie norme fiscali per le aziende, rendendo più difficile per le multinazionali evitare di pagare le tasse. Tuttavia, nel gennaio 2017, The Guardian pubblica rivelazioni che dimostrano che il Lussemburgo continua a ostacolare gli sforzi di riforma fiscale a Bruxelles, come accadde quando Jean-Claude Juncker era il primo ministro granducale.
In Lussemburgo, le rivelazioni di Luxleaks sono spesso considerate un trauma nazionale a causa del danno all’immagine che ha subito il paese. In seguito ai Luxleaks, il governo lussemburghese ha istituito una politica di marchi nazionali per migliorare l'immagine del paese. Tuttavia, con il processo contro gli informatori e i giornalisti coinvolti nella divulgazione delle fughe di notizie, il Lussemburgo ha continuato a essere percepito come un paradiso fiscale e giudiziario.